# لیکویی جردان
لیکویی جردان (نام علمی: Chrysomma altirostre) نام یک گونه از تیره سسکیان است.